# Rhagoletis solanophaga
Rhagoletis solanophaga
 es una especie de insecto del género Rhagoletis, familia Tephritidae, orden Diptera. Hernandez-Ortiz y Frias la describieron en 1999.
Se encuentra en América Central.